# Sedimentologie
Sedimentologie is de tak binnen de geologie die de samenstelling en het ontstaan van sedimenten en sedimentaire gesteenten bestudeert.
Bij sedimentologisch onderzoek gaat het vooral om het achterhalen van de wijze waarop een gesteente is afgezet om daarmee een bijdrage tot een paleoecologische reconstructie van de afzetting te kunnen leveren. Ieder afzettingsproces laat zijn eigen karakteristieke sporen achter. Daarmee kan achterhaald worden of sprake is van een wind- (eolische) afzetting of een waterafzetting. In het laatste geval is het veelal mogelijk om specifieker het afzettingsmilieu (de facies) te bepalen. Zo kunnen onder andere rivier- en meer-afzettingen, getijden-afzettingen, deltaïsche afzettingen en turbidieten (onder andere in de diepzee) onderscheiden worden. Overigens zijn resultaten van sedimentologisch onderzoek niet altijd eenduidig en is combinatie met ander onderzoek vaak noodzakelijk om tot meer gefundeerde uitspraken over het afzettingsmilieu te kunnen komen. Daartoe wordt ook gekeken naar macro- en microfossielen en de mineraalinhoud van het sediment. Macrofossielen zijn meestal al in het veld te bestuderen en zijn daarom de meest praktische hulpmiddelen. Veel organismen laten sporen in de bodem achter door bijvoorbeeld graafactiviteiten. Dergelijke ichnofossielen geven vaak belangrijke aanwijzingen over het palaeomilieu.
Door de ontwikkeling van deze bestanddelen en processen door de tijd heen te bestuderen kan inzicht in de paleogeografische ontwikkeling van een gebied verkregen worden.
Sedimentologisch onderzoek vindt op verschillende manieren en schalen plaats maar is vaak beperkt tot een paar-meterschaal. Voor bestudering van sedimentair gesteente is veldwerk essentieel, maar bijvoorbeeld in het geval van monsters uit grondboringen niet altijd mogelijk. Voor sedimentologisch onderzoek aan grondboringen is het belangrijk gebruik te maken van een boormethode waarbij de oorspronkelijke gelaagdheid van, en de structuren in het sediment zo goed mogelijk behouden blijven (kern- of steekboringen). Voor het sedimentologisch onderzoek moet de boorkern in de lengte worden doorgezaagd.
Waargenomen verschijnselen worden vastgelegd door het maken van een beschrijving, foto's, en schetsen, maar ook door het nemen van grondmonsters, röntgenfoto's van boorkernen, beeldanalyse (o.a. vaststellen van kleurverschillen), etc. In het geval van losse sedimenten kunnen lakprofielen gemaakt worden, zowel in het veld als van boringen. Monsters kunnen in het laboratorium verder onderzocht worden waarbij onder andere de samenstelling van het sediment en de korrelgrootte bepaald kunnen worden. Voor een betere bestudering van de structuren kunnen slijpplaten gemaakt worden. Losse sedimenten worden daartoe eerst met een kunsthars geïmpregneerd.
Naast het directe onderzoek aan gesteenten is er een experimentele tak die met apparatuur processen tracht na te bootsen. Hierbij wordt onder andere gebruikgemaakt van de zandbox en de stroomgoot.
Bodemkunde · Biogeografie · Biogeologie · Fysische geografie · Geoarcheologie · Geochemie · Geodesie · Geofysica · Geomorfologie · Geologie · Glaciologie · Hydrografie · Hydrologie · Klimatologie · Limnologie · Meteorologie · Mijnbouwkunde · Mineralogie · Oceanografie · Paleo-oceanografie · Paleoklimatologie · Paleontologie · Sedimentologie · Seismologie · Speleologie · Stratigrafie · Vulkanologie